# Nise da Silveira
Nise da Silveira (Maceió, 15 febbraio 1905 – Rio de Janeiro, 30 ottobre 1999) è stata una psichiatra, psicoanalista e psicologa brasiliana, allieva di Carl Jung.

## Biografia
Nata a Maceió nel 1905, in una famiglia benestante (il padre era giornalista al Jornal de Alagoas), studia nell'esclusivo Colégio Santíssimo Sacramento.
Dal 1921 al 1926 studia medicina a Salvador de Bahia e si laurea, unica donna fra 157 uomini. Decide quindi di dedicare la sua vita alla Psichiatria, manifestando tuttavia una ferma contrarietà alle forme aggressive di trattamento psichiatrico in uso all'epoca, come l'elettroshock, l'insulinoterapia e la lobotomia.
Comincia, dopo il trasferimento a Rio de Janeiro, a lavorare nel Serviço de Assistência a Psicopatas e Profilaxia Mental nell'Ospedale della Praia Vermelha nel 1933. In questo periodo viene accusata da un'infermiera di possedere dei libri su Karl Marx, e in seguito incarcerata.
A metà degli anni trenta lavora in semiclandestinità, e approfondisce letture di Spinoza, pubblicando nel 1955 Cartas à Spinoza.
Nel 1952, fonda il Museu de Imagens do Inconsciente, a Rio de Janeiro. È un centro di studio e di ricerca per la conservazione delle opere prodotte dai pazienti ospitati nell'Istituto, considerandole come documenti utili ad aprire nuove possibilità per una migliore comprensione del mondo interiore della schizofrenia più radicata.
Qualche anno dopo, nel 1956, sviluppa un altro progetto innovativo per la psichiatria dell'epoca: la fondazione della Casa das Palmeiras, una clinica di riabilitazione per gravi pazienti psichiatrici. In questa struttura, i pazienti vengono trattati come esterni, come tappa per arrivare a reinserirsi completamente nella società.
(Nise da Silveira)
Nise da Silveira può essere considerata una pioniera della terapia con gli animali, utile per il riadattamento sociale dei pazienti psichiatrici, in base alle teorie che ha esposto nell'opera Gatos, A Emoção de Lidar, pubblicata nel 1998.

### Vita privata
Negli anni trenta si sposa col collega Mário Magalhães da Silveira, con il quale ha vissuto sino alla morte di lui, nel 1986.

## Pubblicazioni
- (PT) Nise da Silveira, Jung: vida e obra, Rio de Janeiro, José Álvaro, 1968.
- (PT) Nise da Silveira, Imagens do inconsciente, Rio de Janeiro, Alhambra, 1981.
- (PT) Nise da Silveira, Casa das Palmeiras. A emoção de lidar. Uma experiência em psiquiatria, Rio de Janeiro, Alhambra, 1986.
- (PT) Nise da Silveira, O mundo das imagens, São Paulo, Ática, 1992.
- (PT) Nise da Silveira, Brasil, COGEAE/PUC-SP, 1992.
- (PT) Nise da Silveira, Cartas a Spinoza, Rio de Janeiro, Francisco Alves, 1995.
- (PT) Nise da Silveira, Gatos, A Emoção de Lidar, Rio de Janeiro, Léo Christiano Editorial, 1998.

## Onorificenze

### Post mortem
- Il Centro Psiquiátrico Nacional di Rio de Janeiro, oggi si chiama Instituto Municipal Nise da Silveira.
- Il suo lavoro ha ispirato la creazione di musei, centri culturali ed istituti terapeutici, come: 
  - Il Museu Bispo do Rosário, della Colônia Juliano Moreira (Rio de Janeiro).
  - Il Centro de Estudos Nise da Silveira (Juiz de Fora, Minas Gerais).
  - L'Espaço Nise da Silveira do Núcleo de Atenção Psico-Social (Recife).
  - Il Núcleo de Atividades Expressivas Nise da Silveira, dell'Hospital Psiquiátrico São Pedro (Porto Alegre, Rio Grande do Sul).
  - L'Associação de Convivência Estudo e Pesquisa Nise da Silveira (Salvador de Bahia).
  - Il Centro de Estudos Imagens do Inconsciente, dell'Università di Porto (Portogallo).
  - L'Association Nise da Silveira - Images de L'Inconscient di Parigi.
  - Il Museo Attivo delle Forme Inconsapevoli (Genova, Italia).